# Slichtenhof

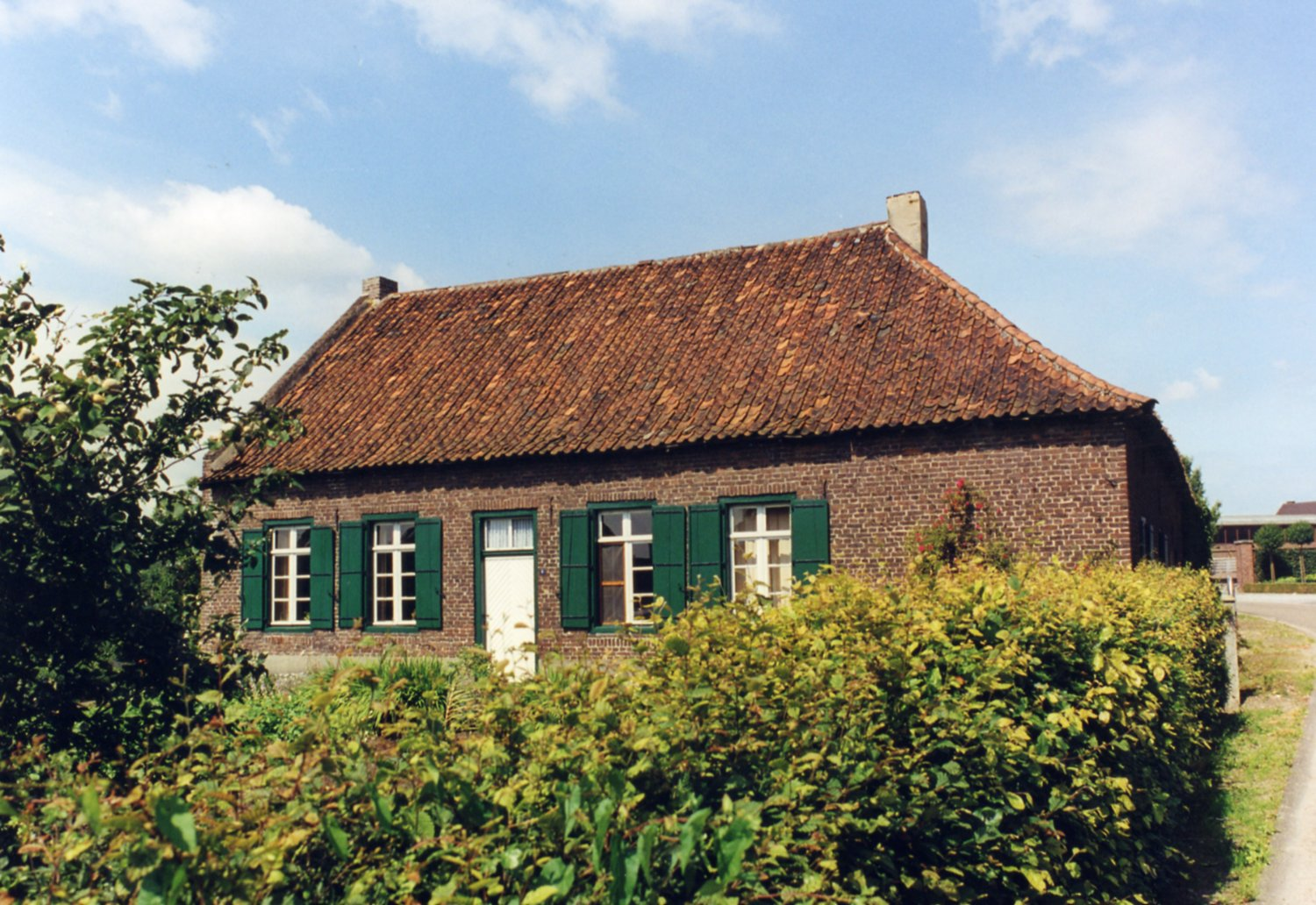
Ferme Slichtenhof.

La ferme Slichtenhof est une ancienne ferme en forme de L située dans le village de Molenbeersel, section de la commune de Kinrooi, en province du Limbourg (Belgique).
La ferme est déjà mentionnée dans des documents datant de 1530.
Cette ferme est représentée sur la carte Ferraris (1771-1777) comme une ferme basse allongée (en néerlandais: Langgevelboerderij, ou hallenhuisboerderij ou langgstrekte hoeve, selon l'agence flamande du Patrimoine Immobilier). Dans l'Atlas des chemins vicinaux (1845), la ferme est représentée sous sa forme actuelle.
En 1831, la ferme appartenait à Elizabeth Houben, qui se présentait comme meunière à Molenbeersel, après la mort de son mari Mathijs Hoeken, ayant construit non loin le moulin à vent Zorgvlietmolen.
La ferme est très bien conservée. S'y trouvent encore le puits à balancier, et le fournil, le jardin potager clôturé par une haie d'aubépine, et le verger .  
Depuis 2015, elle abrite le cercle d'histoire locale de Kinrooi.
Elle est un monument protégé par arrêté ministériel du 17 octobre 2005, et est enregistrée comme patrimoine architectural depuis le 1er février 2018.
La ferme est située au no 5 Slichtestraat, à Molenbeersel.